# Cymothoa cinerea
Cymothoa cinerea is een pissebed uit de familie Cymothoidae. De wetenschappelijke naam van de soort is voor het eerst geldig gepubliceerd in 1959 door Bal & Joshi.